# ساتورن إيه إل-31
ساتورن إيه إل-31 (بالإنجليزية: Saturn AL-31)‏ هو محرك من عائلة المحركات المروحية التوربينية العسكرية. تم تطويره من قبل «ليولكا» (Lyulka)، الآن ان بي او ساتورن، من الاتحاد السوفيتي، في الأصل كان مخصصا لمقاتلة التفوق الجوي سوخوي سو-27. وينتج قوة دفع تبلغ 123 كيلو نيوتن (27,600 رطل)  مع حراق في الطراز إيه إل-31إف (AL-31F)، وفي الطراز إيه إل-31إف إم وإيه إل-35إف (AL-35F) (AL-31FM) فأنه ينتج قوة 137 كيلو نيوتن (30,800 رطل)، والطراز إيه إل-37إف يو (AL-37FU) ينتج قوة تبلغ 145 كيلو نيوتن (32,000 رطل). حاليا يعد المحرك المزود للقوى لجميع المتغيرات والمشتقات من مقاتلة سو-27 والطائرة المقاتلة تشنغدو جيه-10 متعددة المهام والتي تم تطويرها من قبل الصين.

## المتغيرات

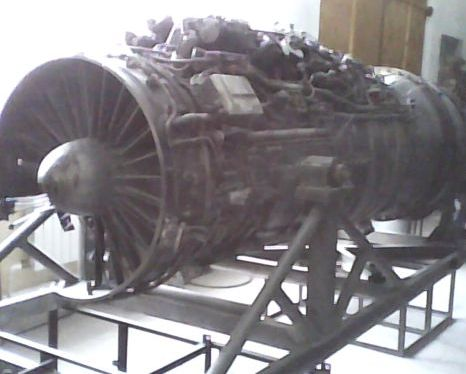
AL-31F
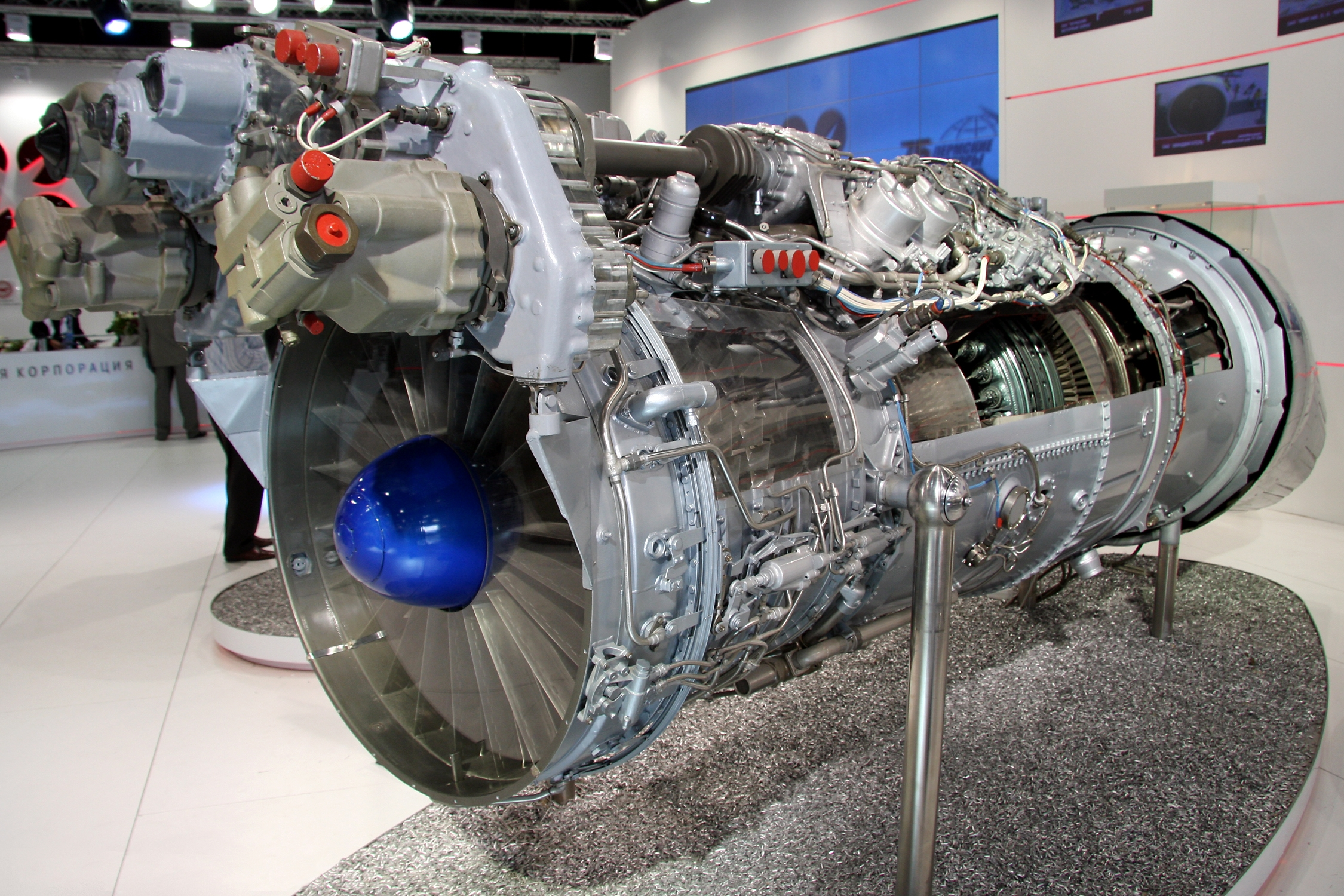
AL-31FP
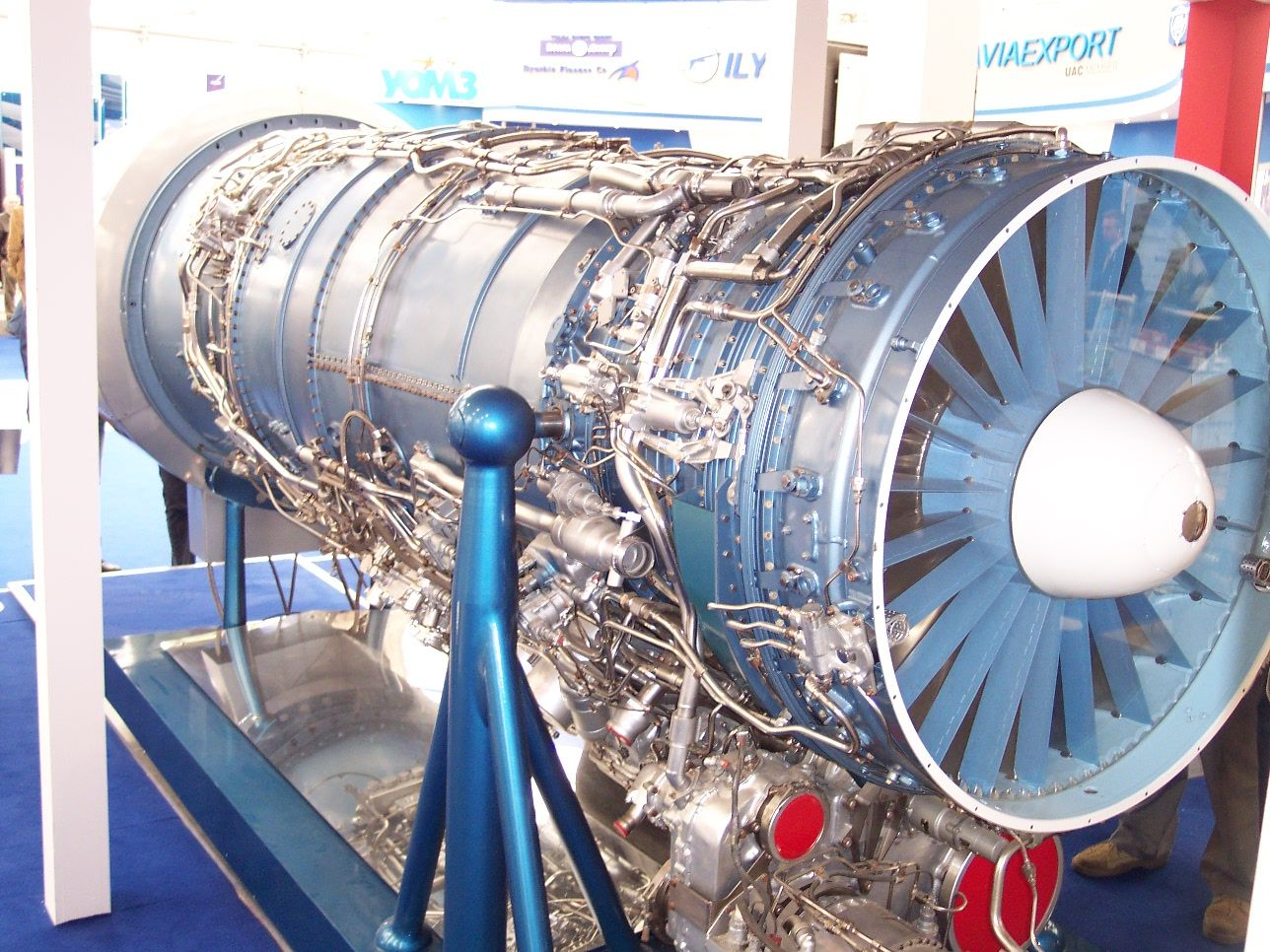
AL-31FN
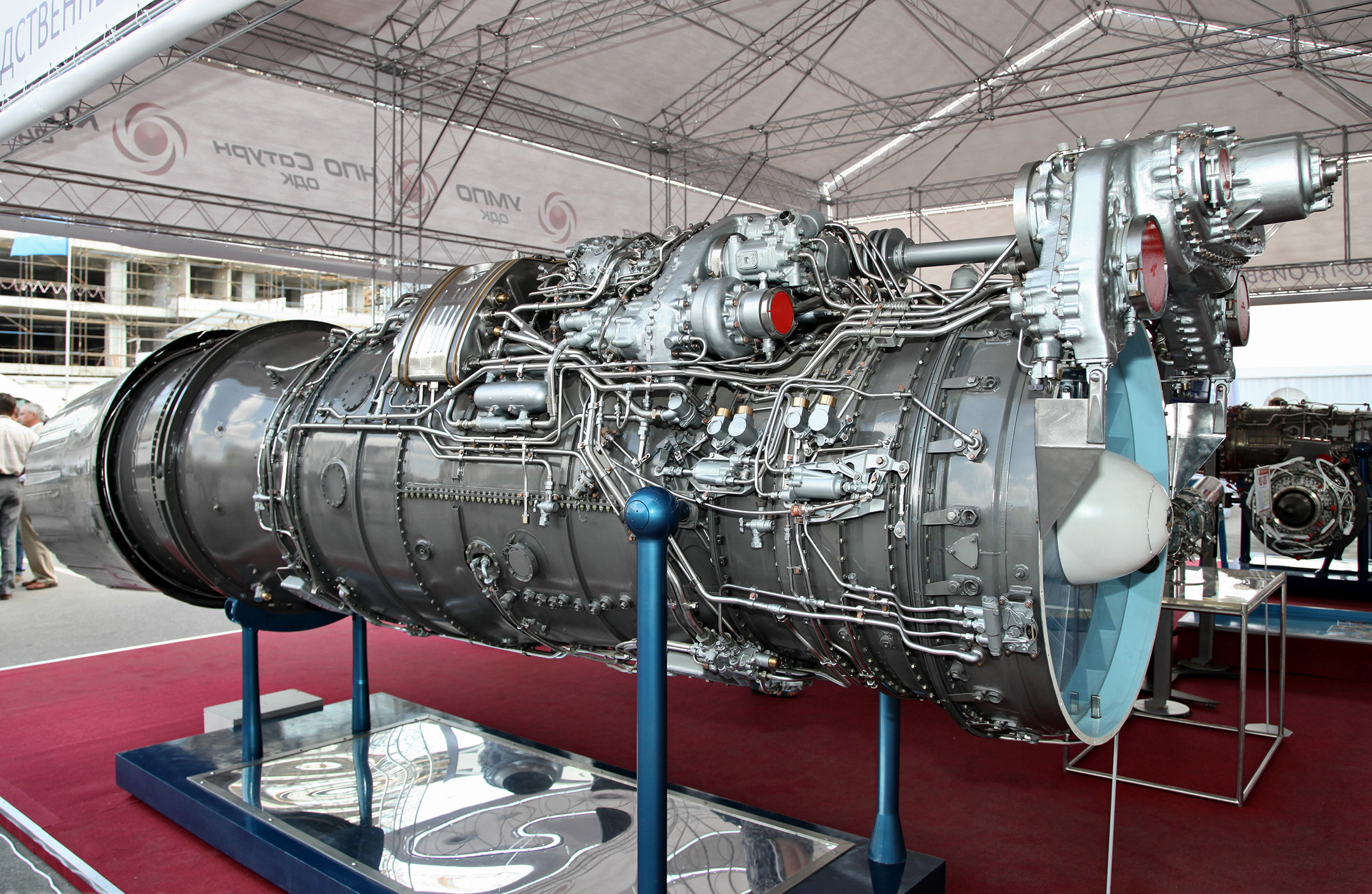
AL-31FM1
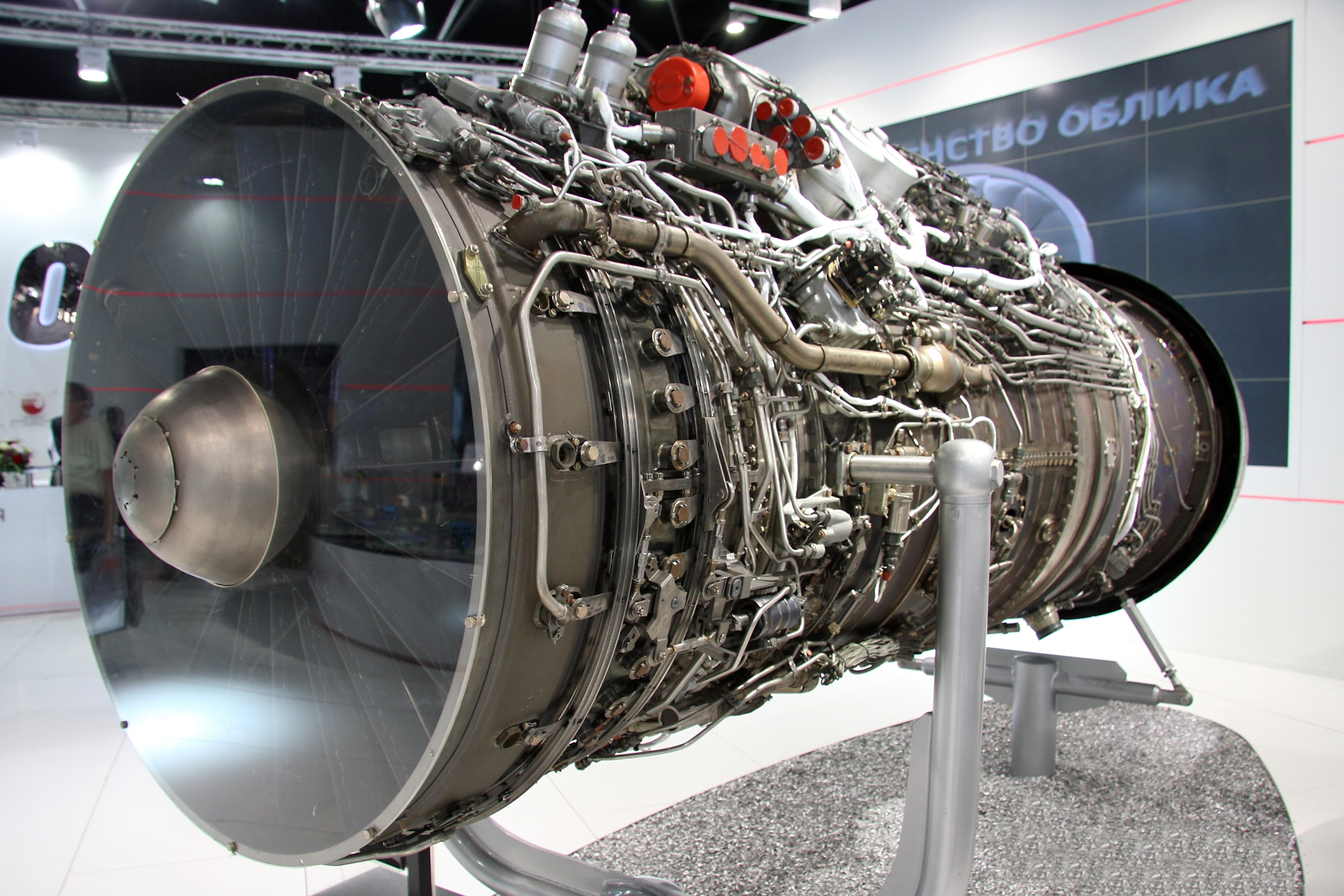
AL-41F1S

### ملخص
| اسم              | وصف                                                   | الصانع                           | السنة | الدفع                    | توجيه الدفع | طائرة                                                                   | الحالة                                  |
| ---------------- | ----------------------------------------------------- | -------------------------------- | ----- | ------------------------ | ----------- | ----------------------------------------------------------------------- | --------------------------------------- |
| AL-31F           | The basic engine developed to power the Su-27 fighter | Salyut, UMPO                     | 1981  | 123 كـن (27,700 رطلق)    | لا          | سوخوي سو-27, شنيانغ جيه -11, سوخوي سو-30 ام كي كي، سوخوي سو-30 (Salyut) | في الخدمة / الإنتاج                     |
| AL-31F3          | نسخة محسنة naval version Su-33                        | Saturn Lyul'ka                   |       | 125.57 كـن (28,200 رطلق) | لا          | سوخوي سو-33                                                             | في الخدمة / الإنتاج                     |
| AL-31FP          | نسخة محسنة Indian Su-30MKI with thrust vectoring      | Salyut, شركة هندوستان آيرونوتيكس | 2000  | 123 كـن (27,700 رطلق)    | نعم         | سوخوي سو-30 إم كي آي، سوخوي سو-30 ام كي ام                              | في الخدمة / الإنتاج                     |
| AL-31FN          | نسخة محسنة لتشنغدو J-10                               | Salyut                           | 2002  | 127 كـن (28,600 رطلق)    | لا          | تشنغدو جيه-10                                                           | في الخدمة / الإنتاج                     |
| AL-31FN Series 3 | نسخة محسنة لتشنغدو J-10B                              | Salyut                           | 2013  | 137 كـن (30,800 رطلق)    | لا          | تشنغدو جيه-10                                                           | في الخدمة / الإنتاج                     |
| AL-31F M1        | نسخة محسنة للقوات الجوية الروسية                      | Salyut                           | 2007  | 135 كـن (30,300 رطلق)    | نعم         | سوخوي سو-27SM, سوخوي سو-30, سوخوي سو-34                                 | في الخدمة / الإنتاج                     |
| AL-31F M2        | نسخة محسنة للقوات الجوية الروسية                      | Salyut                           | 2012  | 145 كـن (32,600 رطلق)    | نعم         | سوخوي سو-27SM, سوخوي سو-30, سوخوي سو-34                                 | في الاختبارات                           |
| AL-37FU          | Advanced derivative for the Su-37                     | UMPO                             |       | 145 كـن (32,600 رطلق)    | نعم         | سوخوي سو-37                                                             | Experimental derivative for سوخوي سو-37 |
| AL-41F1S (117S)  | Advanced derivative for the Su-35                     | UMPO                             | 2010  | 142 كـن (31,900 رطلق)    | نعم         | سوخوي سو-35                                                             | في الخدمة / الإنتاج                     |
| AL-41F1 (117)    | Advanced derivative for the Sukhoi PAK FA             | UMPO                             | 2010  | 147 كـن (33,000 رطلق)    | نعم         | سوخوي تي 50 prototype                                                   | In service/early production             |

## مواصفات (AL-31F)
البيانات من 

#### الخصائص العامة
- النوع: Two-shaft afterburning محرك عنفي مروحي
- الطول: 4,990 مليمتر (196 بوصة)
- القطر: 905 مليمتر (35.6 بوصة) inlet; 1,280 مليمتر (50 بوصة) maximum external
- الوزن جاف: 1,570 كيلوغرام (3,460 رطل)[11]

#### المكونات
- الضاغط: 4 مرواح وضاغط ب 9 مراحل
- الاحتراق: حلقي
- عنفة: 2 توربين أحادي المرحلة

#### أداء
- أقصى دفع: 

  - 74.5 كيلونيوتن (16,700 رطلق) دفع جاف
  - 122.58 كيلونيوتن (27,560 رطلق) مع الحراق
- نسبة الضغط الكلي: 23
- نسبة الالتفافية: 0.59:1
- درجة حرارة مدخل التوربينات : 1685 K (1,412 °م (2,574 °ف))
- استهلاك الوقود: 67 kg/(kN·h) [12]
- Specific fuel consumption:

دفع جاف: 24.6 g/(kN·s)

دفع كامل بالحراق: 54.3 g/(kN·s)
- نسبة قوة الدفع إلى الوزن: 4.77:1 (جاف), 7.87:1 (مع الحراق)